# Citarum
 (novembre 2013).
Le Citarum est le plus long fleuve de l'île de Java en Indonésie et le plus pollué .

## Description
Son bassin est le plus grand de l'ouest de l'île. Il prend sa source au sud de l’île au mont Wayang et se jette dans la mer de Java. Son nom en langue soundanaise signifie « la rivière de l'indigo ». Il est source d'énergie hydraulique qui approvisionne des villes comme Bandung et Djakarta. Le Citarum fournit de l'eau pour la faune, la flore, l'alimentation des nappes et les êtres humains.
Le Citarum, jadis un fleuve majestueux, est aujourd'hui considéré comme l'un des plus pollués du monde, voire le plus pollué (pour les macro-déchets au moins),.
Le développement économique anarchique et l'accroissement débridé de la population ont entrainé une situation insoutenable, l’urbanisation et l'industrialisation ont transformé le Citarum en décharge pour toute la région, à tel point qu'il ne remplit plus par endroits les fonctions élémentaires d’un fleuve comme l’approvisionnement en eau potable. Plusieurs tonnes de déchets y sont déversées chaque jour : les déchets domestiques de neuf millions de personnes avec en plus les rejets de centaines d'usines.
Le fleuve joue toujours un rôle important dans la vie des habitants de la province de Java occidental. Il fournit de l’eau pour tous les besoins de villes comme Bandung et Jakarta (environ 80 %), la capitale, mais aussi à toute la population animale ou végétale qui pare ses 297 km de rives. De plus, il assure l’irrigation de 420 000 hectares de terres agricoles et fournit l'eau nécessaire aux industries implantées dans le bassin.

## Géographie physique

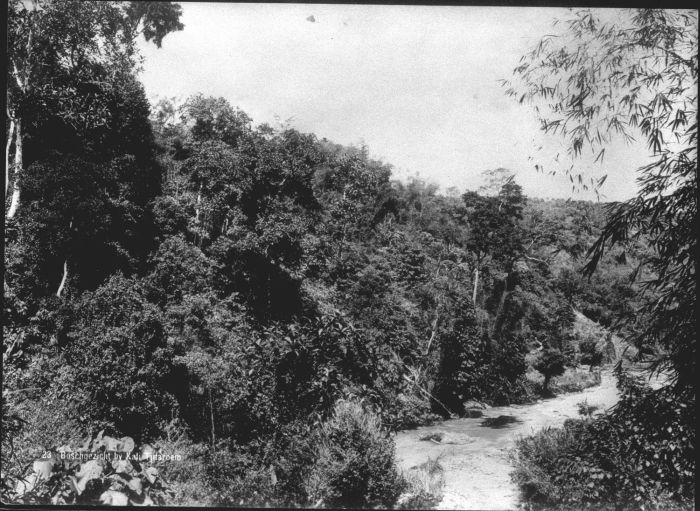
Cours supérieur du Citarum (entre 1890 et 1930).

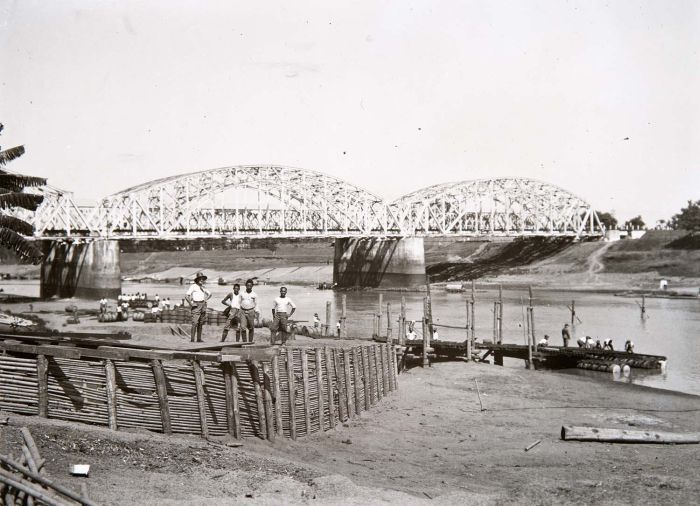
Ingénieurs militaires entamant la construction d'un pont sur pontons parallèle à la voie ferrée au-dessus du Citarum, près de l'actuelle gare Stasiun Kedunggedeh (entre 1920 et 1935, Tropenmuseum).

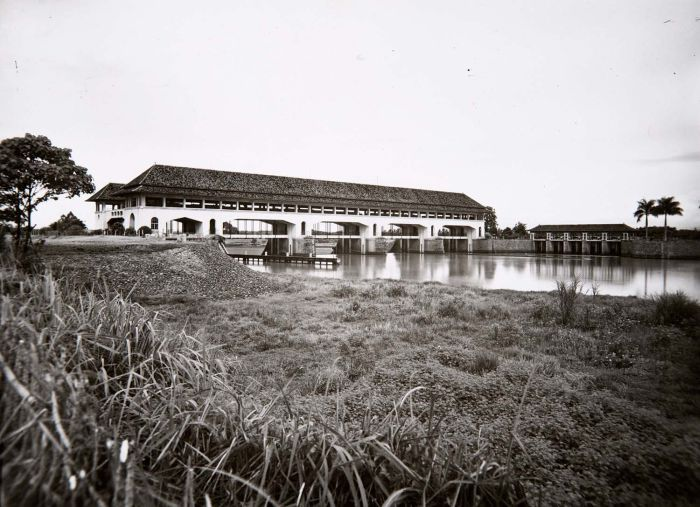
Barrage et pont couvert sur le Citarum (photo prise entre 1920 et 1935, Tropenmuseum).

### Bassin
Le Citarum est le plus long fleuve de l’ile de Java en Indonésie, long de 297 km ; il prend sa source au sud de l’île au mont Wayang et se jette dans la mer de Java. Son bassin couvre 12,000 km2 et traverse douze districts de la province de Java : Bandung, Bandung Barat, Bekasi, Cianjur, Indramayu, Karawang, Purwakarta, Subang, Sumebang, Bandung City, Bekasi City, et Chimahi City.
Pour comprendre le Citarum, il faut diviser le bassin en trois segments :
1. Le segment haut, comprend des reliefs entre 625 et 2 600 mètres, c’est une région montagneuse. C’est là que se trouve la ville de Bandung. Ce segment souffre d’une plus forte densité de population. C’est la région la plus industrialisée de l’ile.
2. Le segment intermédiaire, entre 250 et 400 mètres, est une zone de plaine au sud, et de collines culminant au maximum à 800 mètres. Il s’y trouve aussi des volcans.
3. Le segment bas est dominé par les plaines mais présente aussi des collines plutôt basses et des volcans.

Les trois segments présentent des caractéristiques géologiques différentes, ce qui influe sur les habitudes des populations, l’utilisation du fleuve (culture contre industrie).

### Affluents - effluents
Le Citarum compte quatorze affluents principaux. L’homme a creusé trois canaux primordiaux pour ses besoins qui relient entre eux le Ciliwung (Ouest) et le Cipunagara (Est). Les affluents sont essentiels à la vie du fleuve, ils l’alimentent en eau, en sédiments, ils charrient les minéraux… Mais lorsque la région de l’affluent est polluée cela signifie que cette pollution aboutira dans le Citarum puis dans la mer de Java additionnée à celle des autres affluents et du Citarum lui-même.

### Débit
Le débit du fleuve dépend essentiellement du niveau de précipitations, la période de moussons métamorphose les paysages de la région. Au niveau annuel, on observe des variations très importantes du débit du fleuve qui passe du simple au double sur des périodes très courtes. De la même façon que la bonne santé de la forêt amazonienne dépend des tempêtes de sable dans la région du Tchad en Afrique, les précipitations au-dessus de l’Indonésie sont très dépendantes des mouvements de masses d’air au-dessus du Pacifique. Or avec le réchauffement global de cette eau, certaines années sont marquées par la survenue de l’événement El Nino. Il s’agit d’un réchauffement de l’océan au large de l’Amérique latine qui entraine un déplacement vers l’est des nuages de moussons qui tombent alors dans l’océan. On a observé cet évènement météorologique plusieurs fois au cours des cinquante dernières années les plus marqués étant ceux de 1957, 1965, 1972, 1982, 1986, 1991. En comparant ces dates avec le diagramme du débit du fleuve en fonction des années, on confirme que le débit du fleuve pâtit du réchauffement global des océans. Sur la période 1992-2008, le débit du fleuve est plutôt en recul par rapport aux périodes précédentes alors que 1992 marquait justement un point haut.

## Faune et flore

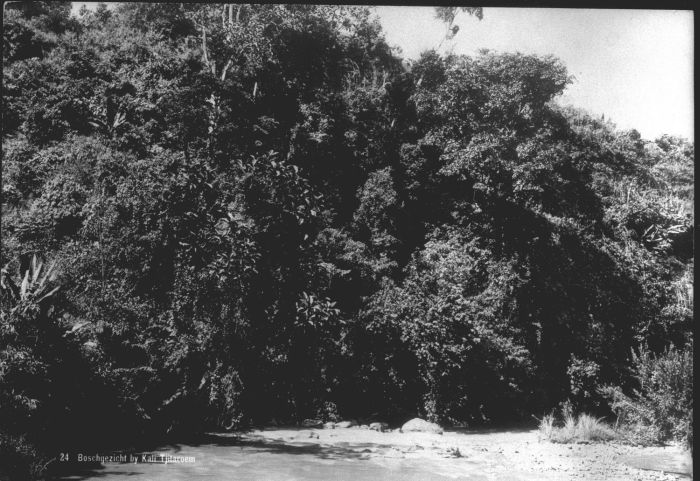
Ripisylve (entre 1890 et 1930, Tropenmuseum).

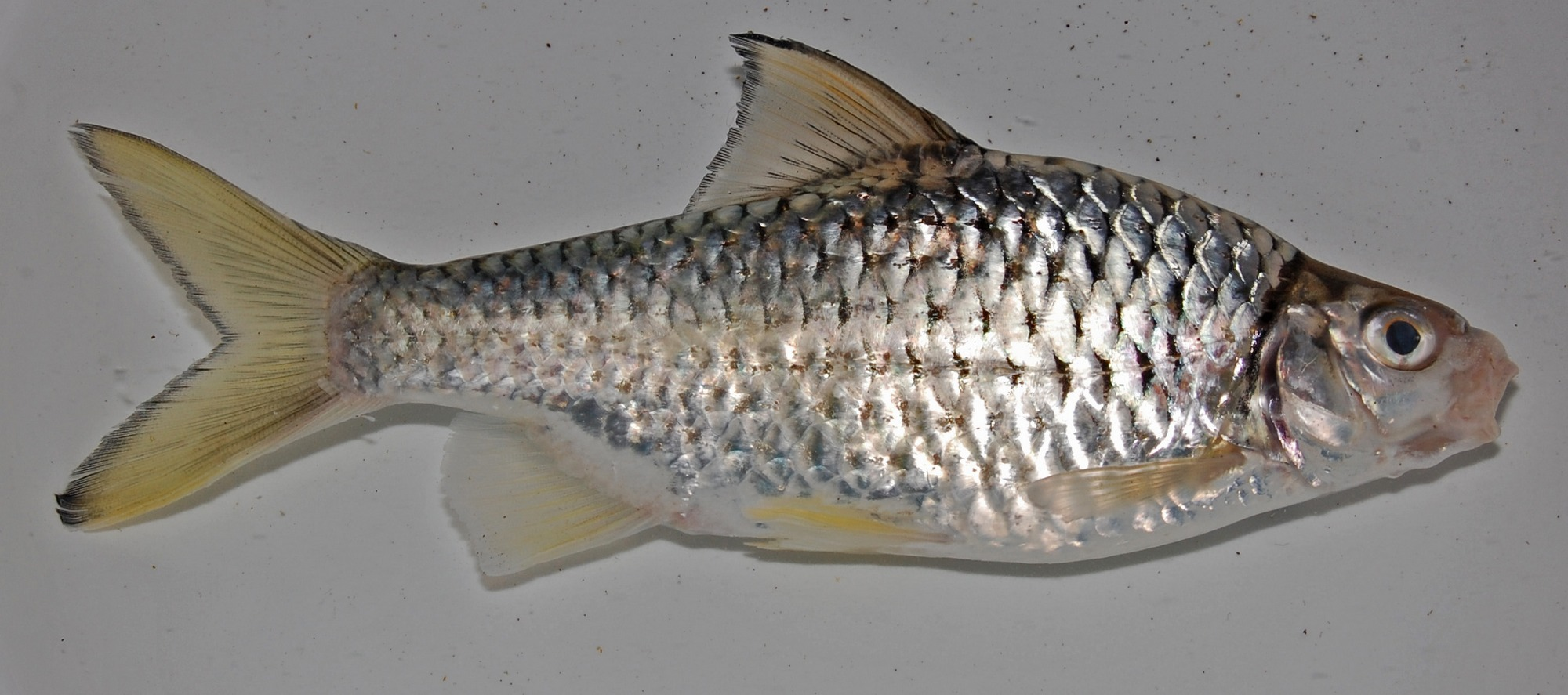
Poisson typique du Citarum.

Comme la plupart des terrains très boisés et très humides, la région du Citarum présente une variété très riche d’espèces animales et végétales. Les autorités ont mis en place quelques zones « protégées » qui sont censées garantir la préservation de la biodiversité dans la région du Citarum, mais on sait que cela ne suffit pas car la pollution ne reconnaît pas les frontières humaines. Les indonésiens essaient de mieux gérer leurs forêts, en créant des exploitations de bois gérées en intégrant les principes du développement durable. Cette diversité est aujourd’hui en grand danger à la suite des changements de climat dans cette zone. Une modification, même imperceptible, d’un milieu entraîne une modification de l’équilibre entre les espèces, en avantageant certaines par rapport à d’autres, ce qui met en danger la chaîne alimentaire. La déforestation est massive en Indonésie. Dès lors qu’un besoin de terre cultivable ou habitable se fait sentir. Il est plus simple de déboiser que de mieux gérer l’espace disponible.

## Occupation humaine
Près de 15 303 758 vivent sur ses rives (dont 50 % de population urbaine). On assiste à une expansion fulgurante des centres urbains dans la région du Citarum, liée à l’explosion démographique et à l’exode rural. Si cette expansion est couteuse en eau, à hauteur de 150-170 litres par personne et par jour, on observe également une conversion des terres agricoles ou boisées en terrains d’habitation.
Dans la région du Citarum, l’accès à une eau propre à la consommation est très difficile car même les gisements souterrains sont souillés. Généralement les habitants subissent directement les conséquences de la consommation d’eau polluée qui provoque diarrhées et maux d’estomac, qui sont souvent fatals.
Pourtant le Citarum continue d'alimenter en eau des villes comme Bandung (2 511 000 en 2004, soit une densité de 15 500 habitants/km²), Jakarta (9 millions d’habitants en 2010) et toutes les communes rurales.

## Utilisations du fleuve, traditionnelles et modernes

### Agriculture
Le Citarum irrigue quelque 415 000 hectares de terres agricoles (chiffre : FAO). Les cultures en balcons sont très nombreuses dans les régions au relief important. On y cultive essentiellement le riz et des plantes annuelles qui ne suffisent pas à assurer la stabilité des sols car leurs racines ne descendent pas assez en profondeurs dans la terre. La pratique de la monoculture paupérise les sols. On y pratique massivement la culture de plantes génétiquement modifiées

### Aquaculture

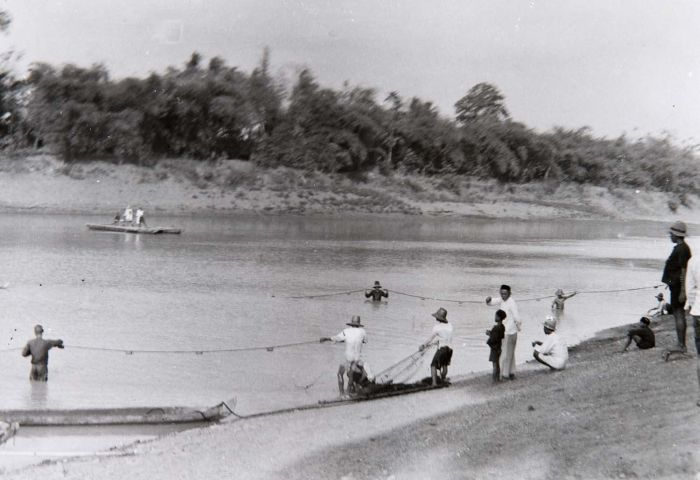
Pêche sur le Citarum (photo prise entre 1920 et 1935, Tropenmuseum).

L'aquaculture est la réponse moderne à la surpêche. Elle permet de répondre à la demande croissante en poisson à travers le monde. Elle fournissait en 2009 49,5 % de la production aquacole mondiale (Source FAO 2011 - données 2009).
L’élevage de poisson est très répandu le long du Citarum. La mise en eau des barrages a dépossédé de leurs terres des milliers d’agriculteurs. Pour pallier ce problème et redonner une source de revenu pour ces populations, le gouvernement indonésien a élaboré un modèle d’aquaculture de mise en œuvre simple et économique qu’il a mis à disposition des habitants. Des cages de 7 mètres par 7 mètres assemblées par multiples de quatre sont utilisées pour la production de poisson. Les espèces principalement élevés sont la Carpe commune et le Tilapia. Les éleveurs implantent dans les bassins des alevins qui pèsent entre 5 et 10 grammes. Ils sont ensuite engraissés grâce à des aliments sous forme de granulés pendant trois à quatre mois et atteignent à maturité entre 150 et 300 grammes. Ils sont ensuite vendus à destination des marchés urbains, particulièrement Jakarta. Le cours de la carpe varie entre 0,6 et 0,9 USD le kilogramme. Lorsque ce cours est au plus bas, seule la production de tilapia permet aux éleveurs d’enregistrer des bénéfices. Sur le lac de Cirata, environ 35 % des 6 200 hectares du lac sont utilisés pour l’aquaculture, soit approximativement 40 000 cages. Parfois des retournements de masses d’eau provoquent une mortalité massive des poissons. Les petits producteurs souffrent beaucoup des conséquences des crues ; ils perdent alors leur indépendance et doivent vendre au profit des grosses exploitations. L’absence de règlementation pour la protection de l’environnement soulève des interrogations sur la capacité de la population à pouvoir vivre de l’alevinage tout en préservant la viabilité du milieu. Sachant que les pêcheurs ne sont pas tous autorisés, et restent peu conscients des dommages qu’ils causent à l’environnement.

### Barrages

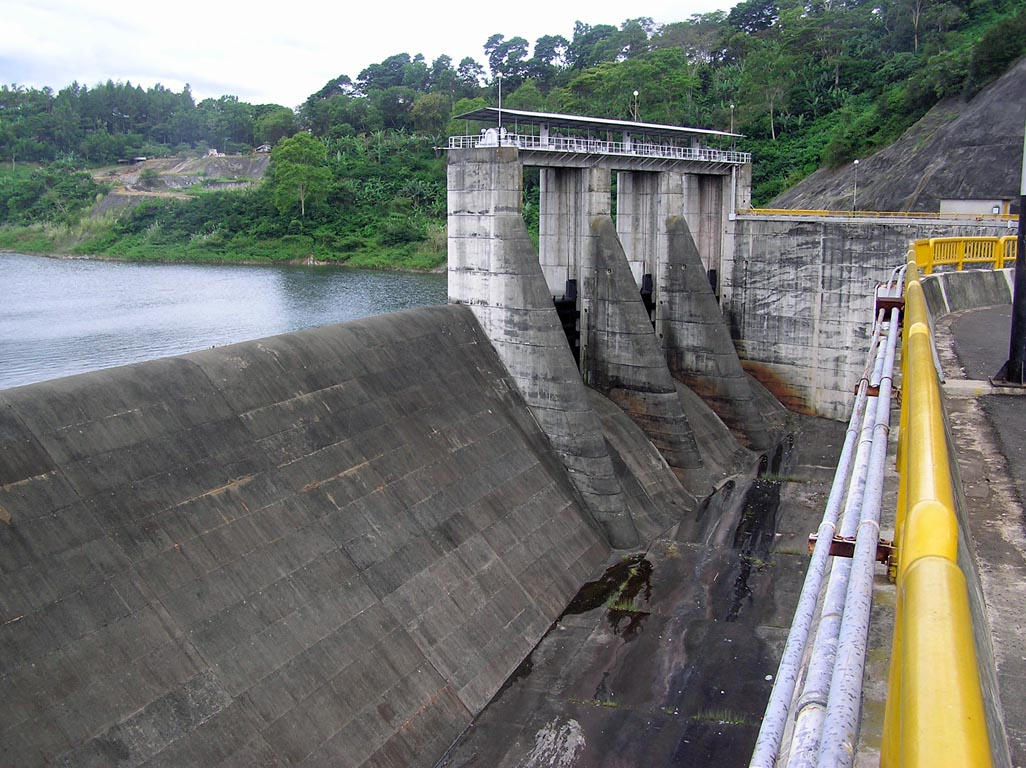
Barrage hydroélectrique de Saguling.

Trois barrages hydroélectriques sur le corps du Citarum fournissent de l’énergie d’origine renouvelable et de l’eau aux habitants des îles de Java et Bali.

### Industrie
Les industries de la région du Citarum représentent 20 % de la production indonésienne et rejettent une importante quantité de produits hautement toxiques.

## Géologie

### Dégradation des sols
Dans la région du Citarum, la dégradation des sols est un problème en constante aggravation. La déforestation, l’implantation de cultures inappropriées, la mauvaise gestion des sols, ont provoqué l’augmentation de la fréquence des glissements de terrain, des coulées de boue.

### Sédimentation
L’augmentation de la sédimentation résulte de la dégradation des sols et de l’activité humaine. La sédimentation est le fait que des particules se retrouvent entrainées par le courant (dégradation des berges, particules de déchet), se déposent dans le lit du fleuve lorsque la vitesse de l’écoulement se réduit, en plaine. Les sédiments transportent beaucoup de produits polluants. En se déposant ils bouchent progressivement le lit, provoquant des inondations qui détériorent un peu plus les sols entrainant plus d’inondations. Apparition d’un cercle vicieux.

### Bandung
Le bassin de Bandung subit fréquemment les colères du fleuve. Situé dans la région haute, il s’agit d’une cuvette comprise entre 650 mètres et 2 000 mètres d’altitude. Il y a environ 100 000 ans le cours du Citarum fut obstrué par l’explosion d’un volcan, il se forma un lac (Bandung Purba) qui atteint son point de remplissage le plus haut il y a environ 36 000 ans à 725 mètres au-dessus du niveau de la mer. Plus tard, une éruption d’un autre volcan sépara le lac en deux parties : une à l’Ouest et l’autre à l’Est. Les évolutions du terrain conduisirent à la vidange des deux lacs qui débuta il y a environ 16 000 ans. Les inondations de plus en plus spectaculaires que connait la région de Bandung découlent de cette situation géologique.

## Pollution

### Pollution macroscopique
La pollution macroscopique est surabondante sur le Citarum : on pourrait croire, par endroits, à une déchetterie, tant la quantité de matières plastiques d’origine domestique et industrielle est importante.
Le rejet des eaux usées de la population et de tous les déchets domestiques, combiné avec le rejet très important de l’industrie, surchargent l'eau en détritus. Mais la principale menace pesant sur la population locale est l’inondation. En effet la population du bord du fleuve habite peu au-dessus de celui-ci et à seulement dix mètres du bord. De plus dans cette région du Pacifique, les pluies sont souvent synonymes d’inondation, d’autant plus durant la période des moussons… On peut voir sur les façades des maisons une ligne de niveau inquiétante, marquant le niveau de l’eau lorsqu’il pleut durant une journée entière. Cette ligne se situe nettement plus haut qu’une taille humaine…
En effet, la population est parfois menée à chercher de nouvelles parcelles de terrain afin de pouvoir cultiver plus pour se nourrir. Elle doit donc parfois procéder à une déforestation partielle, ainsi que pour permettre à ses plants d’avoir suffisamment de lumière. Cette activité supplémentaire renforce le phénomène d’érosion (la couleur brunâtre de l’eau témoigne de la quantité de boue en suspension), qui vient s’ajouter à la pollution macroscopique domestique. Cette érosion massive, provoquant une surabondance du dépôt sédimentaire, tend à se déposer au fond du fleuve, créant des hauts fonds qui facilitent encore les inondations.
L’aquaculture joue aussi un rôle important dans le dépôt d’une quantité massive de sédiments. Les deux tiers des aquaculteurs ne respectent pas les normes et entretiennent une concentration de poisson au-dessus des normes autorisées. La conséquence de cette surconcentration dans les zones d’élevage est un dépôt important de sédiments, dû tant aux déchets des poissons qu’aux restes de leurs repas en suspension dans l’eau.
Enfin, les eaux usées rejetées contiennent une forte concentration en nitrates et phosphates qui participent à l’eutrophisation du milieu. Déversés en grande quantité, ils permettent la multiplication d’algues et de cyanobactéries, difficilement éliminées par les organismes présents dans l’écosystème. Elles vont donc se minéraliser et tomber au fond du lit du fleuve, où elles participent à l’augmentation de la sédimentation. La décomposition de cette matière organique morte favorise la croissance de lentilles d’eau, empêchant le dioxygène de participer à la photosynthèse dans les couches d’eau inférieures, et de bactéries hétérotrophes qui consomment l’oxygène dissout, dont la quantité est 30 fois moins importante que dans l’atmosphère. Le dioxygène devient donc extrêmement rare, voire inexistant, ce qui affecte la faune, faisant disparaître poissons et autres crustacés et diminuant la biodiversité.

### Pollution microscopique
L’industrie du tofu étant très développée, son impact sur l’environnement est donc significatif. Le tofu de Cibuntu en particulier étant réputé pour sa texture douce et sa saveur délicieuse, sa fabrication intensive entretient la croissance d’une pollution microscopique importante. Les résidus issus de sa fabrication sont rejetés dans les caniveaux de Cibuntu. Neni Sintawardani, chercheuse à l’Institut indonésien des sciences (Lipi) a analysé [Quand ?] les eaux usées sortant des quelque 500 fabricants de tofu de Bandung et s’est indignée : « La ville de Bandung est inondée chaque année par 16,8 millions de mètres cubes de résidus liquides acides et extrêmement concentrés issus de la fabrication du tofu ». De plus, ces eaux ont un taux d’acidité très élevé ainsi qu’une teneur en substances chimiques solubles et oxydables de 20000 milligrammes par litre… Une règlementation de l’agriculture semble donc nécessaire sur les bords du fleuve au moins, afin de limiter cette source de pollution.
La pollution industrielle a un impact très important à l’échelle microscopique puisqu'elle va jusqu’à influencer la productivité de la terre dans la zone du fleuve. En effet, les zones agricoles situées autour des industries voient leurs cultures diminuer à cause de cet impact néfaste sur l’environnement. Cette pollution industrielle est aussi dramatique dans le domaine de la pêche, puisqu’elle prive les poissons d’une partie de l’oxygène contenu dans le fleuve.
De plus, le plomb et le cuivre issus de la production industrielle ne peuvent être éliminés d’eux-mêmes, provoquant ainsi une pollution durable, (alors que la partie organique de la pollution domestique se dégrade sans intervention humaine au fil du temps). Enfin, le mercure rejeté par les industries peut être source de maladies (maladie de Minamata).
L’industrie et l’agriculture ne sont pas les seules responsables dans la contamination microscopique de l’eau. Le rejet très important des eaux usées est en effet un facteur très important de pollution, d’autant plus que la plupart des habitations le long du fleuve n’ont pas de système d’évacuation. Ce problème est récurrent en Indonésie, puisqu’une étude de la Banque mondiale a montré que l’absence de traitement des eaux usées est la cause du rejet de plus de six millions de tonnes de déchets humains par an dans les milieux aquatiques intérieurs de l’Indonésie. De même, l’inefficacité du système actuel de traitement des eaux dans la ville de Jakarta associé à la défécation en plein air a provoqué la contamination de près de 90 % des eaux souterraines de la ville par la bactérie E. coli.

### Industries Agriculture et Aquaculture
Tout d’abord, de nombreuses entreprises agricoles se situent sur les bords du fleuve et leur action sur l’environnement n’est pas positive. Par exemple, les cultures provoquent une érosion qui est un facteur de pollution de l’eau important. Dans ce sens, des efforts ont déjà été faits afin de réduire cette conséquence de la production intensive agricole et dans le même temps réduire la consommation d’eau : le SRI (Système d’Intensification du Riz). Le but de ce système est d’obtenir du riz de meilleure ou au moins d’aussi bonne qualité que celui qu’ils obtenaient avec la méthode précédente, tout en utilisant moins d’eau. Ce système pourrait donc être un pas de plus vers la dépollution du fleuve, cependant l’activité agricole aura toujours un impact néfaste sur l’environnement. En effet, rentabilité oblige, de nombreux produits utilisés sont polluants pour l’environnement comme les pesticides et les herbicides, les engrais, les fertilisants (comme les engrais à base d’excrément de bétail) et enfin la quantité importante de méthane émise par les ruminants.
L’industrie du tofu, très développée, et le secteur textile, qui nécessitent une forte quantité de produits chimiques, participent intensivement à la pollution microscopique du fleuve.
Ensuite, la majeure partie de la pollution rejetée dans le Citarum chaque jour est due à une forte industrie le long de son cours. En effet les étapes de la production des biens sont très polluantes : de la production à la manufacture des biens de consommation en passant par la phase de transport, toutes les étapes sont marquées par une forte pollution à travers les phases d’extraction minière, de transformation industrielle, d’acheminement des biens, de leur conditionnement et enfin l’entreposage des déchets. De plus, seules 20 % des usines et compagnies situées sur le bord du fleuve ont un système de traitement des déchets, ce qui met en évidence l’inaction du gouvernement en matière de règlementation sur l’émission des déchets.
Enfin, l’aquaculture, extrêmement présente au niveau du barrage de Cirata, utilise des granulés du commerce, qui créent une pollution importante lorsqu'ils ne sont pas consommés par l’élevage de poissons. Au cours du développement de cette aquaculture le long du Citarum, celle-ci est devenue plus polluante avec une quantité importante de résidus d’aliments et de déchets organiques de poisson, et elle a provoqué l’eutrophisation du milieu et des dépôts de sédiments dans le lit du fleuve provoquant des inondations et conséquemment, une mort des poissons. De plus, seules un tiers des exploitants disposent d’autorisation en règle. Les exploitants non autorisés produisent ainsi une importante pollution qui vient s’ajouter à la pollution « légale ». L'absence de règlementation de protection de l’environnement empêche toute amélioration des conditions de vie des pisciculteurs. Le CIRAD, l’INRA, l’IFREMER, l’Université de Montpellier et des chercheurs de l’IRD participent au programme EVAD, cherchant à développer une méthode générique visant à améliorer les conditions de l’aquaculture tout en préservant l’environnement à partir de différentes situations : en Bretagne, Méditerranée orientale, Cameroun, Indonésie…
L’impact des 3 000 et quelques exploitations et usines est d’autant plus important que le Citarum est la principale source d’eau de Jakarta et de sept municipalités. Le risque de pollution menace donc directement une grande partie de la population de l’île, sans compter la contamination de l’eau qui est un grave problème pour les habitants qui ne peuvent pas obtenir d’eau potable.

### Impacts

#### Flore
La pollution biologique a également une relation étroite avec la flore locale. En effet, l’apparition de nouvelles espèces modifie la composition physico-chimique de l’eau, et donc la composition de l’eau en matériaux organiques et sa teneur en énergie, ce qui aboutit à une transformation de l’écosystème local, qui ne pourra plus être considéré comme étant le biotope naturel d’origine.
La surabondance de nitrates et de phosphates a provoqué aussi le développement massif des algues de surface proliférant dans les eaux stagnantes. Ainsi, une part importante des rayons du soleil est retenue par les algues. La photosynthèse dans l'eau du Citarum en est fortement diminuée, ce qui a pour conséquence directe une diminution de la quantité et de la diversité de la flore subaquatique.
L’impact de l’industrie et de l’agriculture se fait également sentir sur l’environnement extérieur, sur les bords du fleuve. Les industries ne sont pas très précautionneuses et l’agriculture utilise massivement les pesticides, les herbicides et les engrais, qui s’infiltrent facilement dans les sols. La pollution agricole provoque une bioaccumulation qui peut contaminer les cultures par le sol, et une pollution dangereuse pour la santé humaine, animale et florale, qui contamine les nappes phréatiques.

#### Population
Les riverains sont les plus gros consommateurs de l’eau infectée. Ils sont donc les premières victimes potentielles des maladies induites par la forte pollution.
Sunardi, conférencier en toxicologie environnementale à l’université Padjadjaran de Bandung, estime que si les actes de pollution ne cessent pas, cela perturbera l’écosystème et menera à des disparitions de poissons et des graves maladies. Les premières qui toucheraient les habitants sont des maladies de peau et des diarrhées. L’eau étant polluée par des métaux lourds, les impacts ne deviendraient visibles qu'après des années, voir des dizaines d’années.
Gadis Sri Haryani, directeur de limnologie à l’institut indonésien des sciences (Lipi) s’exprime sur l’extrême nocivité du méthyle de mercure contenu dans les eaux déversées dans le fleuve par les industries. Si les rejets continuent à cette allure, il envisage l’arrivée de la maladie de Minamata, une maladie neurologique grave et permanente qui a causé au Japon 900 décès entre 1949 et 1965, à la suite de la consommation de poissons intoxiqués.
Le plomb et le cuivre contenus dans les rejets des industries peuvent être à l’origine de graves maladies, et ceci même à faible dose. Avec le méthyle de mercure et les pesticides organophosphorés, les risques peuvent être une diminution du QI, étant donné que le plomb, sous sa forme microscopique, passe la barrière hémato-encéphalique et attaque le cerveau. Ces produits peuvent aussi altérer le comportement et influer sur les relations sociales. Plus
l’enfant est jeune, plus son développement est atteint. Les enfants en dessous de 6 ans étant en pleine croissance physique et mentale, ils sont les plus sujets à ces risques. De plus, les femmes enceintes peuvent transmettre leur contamination à leurs enfants intra-utero ou en les allaitant.